# Список Героев Советского Союза (Юбкин — Юшков)
В настоящем списке представлены в алфавитном порядке все Герои Советского Союза, чьи фамилии начинаются с буквы «Ю» (всего 61 человек). Список содержит даты Указов Президиума Верховного Совета СССР о присвоении звания, информацию о роде войск, должности и воинском звании Героев на дату представления к присвоению звания Героя Советского Союза, годах их жизни.
Ударения в фамилиях Героев приведены по книге «Герои Советского Союза: Краткий биографический словарь / Пред. ред. коллегии И. Н. Шкадов. — М.: Воениздат, 1988. — Т. 2 /Любов — Ящук/. — 863 с. — 100 000 экз. — ISBN 5-203-00536-2.».
- Серым цветом  в таблице выделены Герои, представленные к званию посмертно.

| № п/п | Фамилия Имя Отчество                                                                 | Дата Указа | Род войск  | Должность | Звание                    | Годы жизни              | БС ГС НЛ                      |
| ----- | ------------------------------------------------------------------------------------ | ---------- | ---------- | --- | ------------------------- | ----------------------- | ----------------------------- |
| 1     | Ю́бкин Василий Павлович бел. Юбкін Васіль Паўлавіч                                    | 24.03.1945 | танкист    | командир танка Т-34 17-й гвардейской танковой бригады 1-го гвардейского танкового корпуса 65-й армии 1-го Белорусского фронта                                                                                | гвардии младший лейтенант | 01.01.1920 — 03.02.1968 | [ БС 1 ] [ ГС 1 ] [ НЛ 1 ]    |
| 2     | Юга́лов Иван Петрович                                                                 | 19.04.1945 | артиллерия | командир орудия батареи 45-мм пушек 336-го стрелкового полка 5-й стрелковой дивизии 3-й армии 3-го Белорусского фронта                                                                                       | старший сержант           | 09.04.1924 — 21.07.1977 | [ БС 2 ] [ ГС 2 ] [ НЛ 2 ]    |
| 3     | Юда́шкин Гирш Хацкелевич ивр. הירש יודשקין‎                                            | 26.10.1943 | комиссар   | парторг батальона 229-го гвардейского стрелкового полка 72-й гвардейской стрелковой дивизии 7-й гвардейской армии Степного фронта                                                                            | гвардии лейтенант         | 02.01.1905 — 26.09.1943 | [ БС 2 ] [ ГС 3 ] [ НЛ 3 ]    |
| 4     | Ю́дин Александр Васильевич                                                            | 22.02.1944 | артиллерия | наводчик 45-мм орудия 69-го гвардейского отдельного истребительно-противотанкового дивизиона 62-й гвардейской стрелковой дивизии 37-й армии Степного фронта                                                  | гвардии младший сержант   | 1921 — 02.10.1943       | [ БС 2 ] [ ГС 4 ] [ НЛ 4 ]    |
| 5     | Ю́дин Александр Дмитриевич                                                            | 17.10.1943 | пехота     | командир отделения 1033-го стрелкового полка 280-й стрелковой дивизии 60-й армии Центрального фронта | младший сержант           | 01.09.1925 — 08.01.1994 | [ БС 2 ] [ ГС 5 ] [ НЛ 5 ]    |
| 6     | Ю́дин Алексей Сергеевич                                                               | 28.09.1943 | авиация    | командир эскадрильи 183-го истребительного авиационного полка 294-й истребительной авиационной дивизии 4-го истребительного авиационного корпуса 2-й воздушной армии Воронежского фронта                     | капитан                   | 09.08.1914 — 08.01.1944 | [ БС 2 ] [ ГС 6 ] [ НЛ 6 ]    |
| 7     | Ю́дин Виктор Михайлович                                                               | 29.06.1945 | пехота     | командир роты 194-го стрелкового полка 162-й стрелковой дивизии 70-й армии 2-го Белорусского фронта | старший лейтенант         | 12.07.1923 — 22.11.1985 | [ БС 2 ] [ ГС 7 ] [ НЛ 7 ]    |
| 8     | Ю́дин Виктор Степанович                                                               | 23.09.1944 | пехота     | заместитель по строевой части командира моторизованного батальона автоматчиков 44-й гвардейской танковой бригады 11-го гвардейского танкового корпуса 1-й гвардейской танковой армии 1-го Украинского фронта | гвардии старший лейтенант | 23.02.1923 — 12.03.1990 | [ БС 2 ] [ ГС 8 ] [ НЛ 8 ]    |
| 9     | Ю́дин Владимир Георгиевич                                                             | 22.02.1944 | пехота     | стрелок 280-го гвардейского стрелкового полка 92-й гвардейской стрелковой дивизии 37-й армии Степного фронта                                                                                                 | гвардии красноармеец      | 17.10.1925 — 19.12.1943 | [ БС 3 ] [ ГС 9 ] [ НЛ 9 ]    |
| 10    | Ю́дин Иван Данилович                                                                  | 19.03.1944 | артиллерия | командир орудия 1248-го истребительно-противотанкового артиллерийского полка РГК в составе 12-й армии Юго-Западного фронта                                                                                   | сержант                   | 22.08.1909 — 24.02.1945 | [ БС 4 ] [ ГС 10 ] [ НЛ 10 ]  |
| 11    | Ю́дин Михаил Владимирович                                                             | 27.06.1937 | танкист    | командир башни танка танковой бригады в войсках республиканской Испании | младший командир          | 05.08.1912 — 08.03.1942 | ——                            |
| 12    | Ю́дин Николай Лукьянович                                                              | 10.04.1945 | танкист    | командир взвода танков Т-34 61-й гвардейской танковой бригады 10-го гвардейского танкового корпуса 4-й гвардейской танковой армии 1-го Украинского фронта                                                    | гвардии лейтенант         | 14.02.1924 — 03.02.1945 | [ БС 4 ] [ ГС 12 ] [ НЛ 11 ]  |
| 13    | Ю́дин Николай Николаевич                                                              | 24.03.1945 | пехота     | стрелок 459-го стрелкового полка 42-й стрелковой дивизии 49-й армии 2-го Белорусского фронта | красноармеец              | 28.03.1911 — 06.05.1993 | [ БС 4 ] [ ГС 13 ] [ НЛ 12 ]  |
| 14    | Ю́дин Павел Капитонович                                                               | 22.07.1944 | связисты   | командир отделения роты связи 196-го гвардейского стрелкового полка 67-й гвардейской стрелковой дивизии 6-й гвардейской армии 1-го Прибалтийского фронта                                                     | гвардии сержант           | 20.07.1922 — 21.09.2000 | [ БС 4 ] [ ГС 14 ] [ НЛ 13 ]  |
| 15    | Ю́дин Сергей Тимофеевич                                                               | 08.09.1945 | пехота     | командир роты 157-го стрелкового полка 79-й стрелковой дивизии 16-й армии 2-го Дальневосточного фронта | старший лейтенант         | 06.08.1916 — 21.12.1983 | [ БС 4 ] [ ГС 15 ] [ НЛ 14 ]  |
| 16    | Южако́в Василий Михайлович                                                            | 20.05.1940 | кавалерия  | командир взвода конной разведки 402-го стрелкового полка 168-й стрелковой дивизии 15-й армии Северо-Западного фронта                                                                                         | младший лейтенант         | 18.04.1913 — 18.09.1966 | [ БС 4 ] [ ГС 16 ] [ НЛ 15 ]  |
| 17    | Южани́нов Иван Васильевич                                                             | 16.10.1943 | инженер    | командир роты 603-го отдельного сапёрного батальона 322-й стрелковой дивизии 60-й армии Центрального фронта                                                                                                  | старший лейтенант         | 12.02.1913 — 26.08.1943 | [ БС 5 ] [ ГС 17 ] [ НЛ 16 ]  |
| 18    | Южи́лин Александр Григорьевич                                                         | 19.08.1944 | авиация    | командир звена 9-го гвардейского авиационного полка 7-й гвардейской авиационной дивизии 3-го гвардейского авиационного корпуса Авиации дальнего действия                                                     | гвардии капитан           | 18.08.1917 — 11.01.1976 | [ БС 5 ] [ ГС 18 ] [ НЛ 17 ]  |
| 19    | Ю́ла Яков Степанович укр. Юла Яків Степанович                                         | 31.05.1945 | инженер    | командир отделения 87-го гвардейского отдельного сапёрного батальона 75-й гвардейской стрелковой дивизии 61-й армии 1-го Белорусского фронта                                                                 | гвардии младший сержант   | 13.03.1924 — 06.10.1982 | [ БС 5 ] [ ГС 19 ] [ НЛ 18 ]  |
| 20    | Юлда́шев Абдуллаазис Даминович узб. Yoʻldoshev Abdulaziz                              | 16.10.1943 | пехота     | командир роты 229-го стрелкового полка 8-й стрелковой дивизии 13-й армии Центрального фронта | лейтенант                 | 15.09.1921 — 15.09.1968 | [ БС 5 ] [ ГС 20 ] [ НЛ 19 ]  |
| 21    | Юлда́шев Файзулла узб. Yoʻldoshev Fayzulla                                            | 29.10.1943 | пехота     | командир отделения 42-го стрелкового полка 180-й стрелковой дивизии 38-й армии Воронежского фронта | старший сержант           | 15.09.1912 — 1991       | [ БС 5 ] [ ГС 21 ] [ НЛ 20 ]  |
| 22    | Ю́льев Александр Николаевич                                                           | 15.05.1946 | авиация    | старший лётчик 43-го гвардейского штурмового авиационного полка 230-й штурмовой авиационной дивизии 4-й воздушной армии 2-го Белорусского фронта                                                             | гвардии младший лейтенант | 27.02.1923 — 09.02.1958 | [ БС 5 ] [ ГС 22 ] [ НЛ 21 ]  |
| 23    | Юма́шев Андрей Борисович                                                              | 01.09.1937 | авиация    | лётчик-испытатель НИИ ВВС, участник беспосадочного перелёта Москва — Северный полюс — Сан-Джасинто | майор                     | 31.03.1902 — 20.05.1988 | ——                            |
| 24    | Юма́шев Иван Степанович                                                               | 14.09.1945 | генерал    | командующий Тихоокеанским флотом | адмирал                   | 09.10.1895 — 02.09.1972 | [ БС 6 ] [ ГС 24 ] [ НЛ 22 ]  |
| 25    | Юнёв Александр Петрович                                                              | 29.06.1945 | десантники | командир пулемётного расчёта 2-го гвардейского воздушно-десантного полка 3-й гвардейской воздушно-десантной дивизии 27-й армии 3-го Украинского фронта                                                       | гвардии красноармеец      | 28.09.1924 — 18.02.1952 | [ БС 7 ] [ ГС 25 ] [ НЛ 23 ]  |
| 26    | Ю́нин Иван Михайлович                                                                 | 01.11.1943 | пехота     | командир батальона 646-го стрелкового полка 152-й стрелковой дивизии 46-й армии 3-го Украинского фронта | капитан                   | 10.10.1910 — 11.09.1958 | [ БС 7 ] [ ГС 26 ] [ НЛ 24 ]  |
| 27    | Ю́нкеров Николай Иванович                                                             | 10.01.1944 | пехота     | командир батальона 465-го стрелкового полка 167-й стрелковой дивизии 38-й армии 1-го Украинского фронта | капитан                   | 04.11.1918 — 04.11.1943 | [ БС 7 ] [ ГС 27 ] [ НЛ 25 ]  |
| 28    | Юно́сов Борис Николаевич                                                              | 21.07.1944 | пехота     | стрелок-разведчик 300-го гвардейского стрелкового полка 99-й гвардейской стрелковой дивизии 7-й армии Карельского фронта                                                                                     | гвардии красноармеец      | 12.12.1925 — 03.04.1980 | [ БС 7 ] [ ГС 28 ] [ НЛ 26 ]  |
| 29    | Юра́сов Олег Александрович                                                            | 10.04.1989 | десантники | начальник штаба и заместитель командира батальона 345-го отдельного гвардейского парашютно-десантного полка в составе ограниченного контингента советских войск в Афганистане                                | гвардии майор             | 27.11.1954 — 23.01.1989 | ——                            |
| 30    | Ю́рин Алексей Николаевич                                                              | 21.07.1944 | пехота     | командир 222-й стрелковой дивизии 33-й армии 2-го Белорусского фронта | полковник                 | 18.03.1905 — 26.07.1944 | [ БС 7 ] [ ГС 30 ] [ НЛ 27 ]  |
| 31    | Ю́рин Борис Андреевич                                                                 | 03.06.1944 | пехота     | командир пулемётного взвода 29-го гвардейского стрелкового полка 12-й гвардейской стрелковой дивизии 61-й армии Западного фронта                                                                             | гвардии старший сержант   | 04.07.1914 — 02.12.1942 | [ БС 7 ] [ ГС 31 ] [ НЛ 28 ]  |
| 32    | Ю́ркин Борис Иванович                                                                 | 24.03.1945 | пехота     | командир отделения 975-го стрелкового полка 270-й стрелковой дивизии 6-й гвардейской армии 1-го Прибалтийского фронта                                                                                        | сержант                   | 01.07.1919 — 26.06.1944 | [ БС 7 ] [ ГС 32 ] [ НЛ 29 ]  |
| 33    | Ю́ркин Иван Трофимович                                                                | 25.10.1943 | пехота     | старший адъютант батальона 85-го гвардейского стрелкового полка 32-й гвардейской стрелковой дивизии 37-й армии Северо-Кавказского фронта                                                                     | гвардии старший лейтенант | 20.05.1923 — 02.06.1943 | [ БС 9 ] [ ГС 33 ] [ НЛ 30 ]  |
| 34    | Ю́ркин Николай Иванович                                                               | 28.09.1943 | авиация    | командир звена 98-го гвардейского отдельного авиационного полка дальних разведчиков Резерва Главного командования ВВС Красной армии                                                                          | гвардии старший лейтенант | 18.11.1918 — 29.09.1981 | [ БС 10 ] [ ГС 34 ] [ НЛ 31 ] |
| 35    | Юрко́в Александр Дмитриевич                                                           | 28.04.1945 | пехота     | командир отделения пешей разведки 125-го стрелкового полка 6-й стрелковой дивизии 53-й армии 2-го Украинского фронта                                                                                         | старший сержант           | 20.09.1915 — 10.12.1988 | [ БС 10 ] [ ГС 35 ] [ НЛ 32 ] |
| 36    | Юрко́в Дмитрий Григорьевич                                                            | 03.06.1944 | пехота     | командир взвода 241-го стрелкового полка 95-й стрелковой дивизии 21-й армии Западного фронта | лейтенант                 | 03.11.1914 — 26.09.1966 | [ БС 10 ] [ ГС 36 ] [ НЛ 33 ] |
| 37    | Юрко́в Иван Иванович                                                                  | 27.02.1945 | пехота     | командир отделения автоматчиков 34-й гвардейской мотострелковой бригады 12-го гвардейского танкового корпуса 2-й гвардейской танковой армии 1-го Белорусского фронта                                         | гвардии старшина          | 06.01.1924 — 26.01.1945 | [ БС 10 ] [ ГС 37 ] [ НЛ 34 ] |
| 38    | Юрко́вский Николай Иванович укр. Юрковський Микола Іванович                           | 28.04.1945 | инженер    | исполняющий обязанности командира разведывательного взвода отдельной моторизированной инженерной разведывательной роты 4-й инженерно-сапёрной бригады 40-й армии 2-го Украинского фронта                     | старшина                  | 19.05.1919 — 07.01.1973 | [ БС 10 ] [ ГС 38 ] [ НЛ 35 ] |
| 39    | Ю́рченко Антон Степанович укр. Юрченко Антон Степанович                               | 24.03.1945 | инженер    | минёр 381-го отдельного сапёрного батальона 220-й стрелковой дивизии 31-й армии 3-го Белорусского фронта | красноармеец              | 17.01.1923 — 09.05.1994 | [ БС 10 ] [ ГС 39 ] [ НЛ 36 ] |
| 40    | Ю́рченко Егор Артёмович бел. Юрчанка Ягор Арцёмавіч                                   | 29.10.1943 | пехота     | полковой инженер 842-го стрелкового полка 240-й стрелковой дивизии 38-й армии Воронежского фронта | капитан                   | 03.02.1919 — 12.01.1981 | [ БС 10 ] [ ГС 40 ] [ НЛ 37 ] |
| 41    | Ю́рченко Михаил Иванович укр. Юрченко Михайло Іванович                                | 29.06.1945 | инженер    | командир отделения 42-го отдельного сапёрного батальона 136-й стрелковой дивизии 70-й армии 2-го Белорусского фронта                                                                                         | сержант                   | 05.12.1922 — 04.01.2008 | [ БС 10 ] [ ГС 41 ] [ НЛ 38 ] |
| 42    | Ю́рченко Николай Иванович                                                             | 10.04.1945 | танкист    | командир танковой роты 124-го отдельного танкового полка 52-й армии 1-го Украинского фронта | капитан                   | 27.11.1918 — 08.02.1945 | [ БС 11 ] [ ГС 42 ] [ НЛ 39 ] |
| 43    | Ю́рченко Пантелей Данилович бел. Юрчанка Панцялей Данілавіч                           | 24.03.1945 | пехота     | помощник командира взвода 837-го стрелкового полка 238-й стрелковой дивизии 50-й армии 2-го Белорусского фронта                                                                                              | сержант                   | 31.07.1911 — 01.10.1975 | [ БС 11 ] [ ГС 43 ] [ НЛ 40 ] |
| 44    | Ю́рченко Пётр Аксентьевич (Юрченко Пётр Авксентьевич) укр. Юрченко Петро Аксентійович | 18.09.1943 | авиация    | заместитель командира эскадрильи 9-го гвардейского авиационного полка 7-й гвардейской авиационной дивизии 3-го гвардейского авиационного корпуса Авиации дальнего действия                                   | гвардии капитан           | 12.12.1918 — 09.09.1995 | [ БС 11 ] [ ГС 44 ] [ НЛ 41 ] |
| 45    | Ю́рченко Пётр Фомич укр. Юрченко Петро Хомич                                          | 21.03.1940 | танкист    | командир танкового взвода 108-го отдельного танкового батальона 35-й легкотанковой бригады 7-й армии Северо-Западного фронта                                                                                 | лейтенант                 | 21.03.1913 — 29.11.2002 | [ БС 11 ] [ ГС 45 ] [ НЛ 42 ] |
| 46    | Ю́рченко Фёдор Сергеевич укр. Юрченко Федір Сергійович                                | 10.02.1943 | авиация    | штурман эскадрильи 44-го скоростного бомбардировочного авиационного полка ВВС Ленинградского фронта | капитан                   | 21.02.1913 — 16.10.1943 | [ БС 11 ] [ ГС 46 ] [ НЛ 43 ] |
| 47    | Ю́рьев Алексей Николаевич                                                             | 10.04.1945 | пехота     | командир взвода разведки отдельного лыжного батальона 286-й стрелковой дивизии 59-й армии 1-го Украинского фронта                                                                                            | младший лейтенант         | 14.12.1922 — 18.01.1945 | [ БС 11 ] [ ГС 47 ] [ НЛ 44 ] |
| 48    | Ю́рьев Иван Васильевич                                                                | 19.03.1944 | артиллерия | командир миномётного расчёта 78-го гвардейского стрелкового полка 25-й гвардейской стрелковой дивизии 6-й армии Юго-Западного фронта                                                                         | гвардии сержант           | 06.04.1917 — 30.03.1944 | [ БС 12 ] [ ГС 48 ] [ НЛ 45 ] |
| 49    | Ю́рьев Леонид Васильевич                                                              | 13.04.1944 | авиация    | старший лётчик-наблюдатель 98-го гвардейского отдельного авиационного полка дальних разведчиков Резерва Главного командования ВВС Красной армии                                                              | гвардии старший лейтенант | 29.06.1915 — 17.01.1944 | [ БС 13 ] [ ГС 49 ] [ НЛ 46 ] |
| 50    | Ю́рьев Михаил Макарович                                                               | 16.10.1943 | артиллерия | командир дивизиона 62-го артиллерийского полка 8-й стрелковой дивизии 13-й армии Центрального фронта | капитан                   | 23.05.1918 — 24.02.1994 | [ БС 13 ] [ ГС 50 ] [ НЛ 47 ] |
| 51    | Юсу́пов Исмаил Аксанович тат. Йосыпов Исмаил Әкъсан улы                               | 16.10.1943 | пехота     | командир отделения 360-го стрелкового полка 74-й стрелковой дивизии 13-й армии Центрального фронта | сержант                   | 02.01.1922 — 20.05.1992 | [ БС 13 ] [ ГС 51 ] [ НЛ 48 ] |
| 52    | Юфа́ Иосиф Семёнович ивр. יוסף סמיונוביץ' יופה‎                                        | 09.02.1944 | артиллерия | начальник армейской оперативной группы гвардейских миномётных частей 38-й армии 1-го Украинского фронта | гвардии полковник         | 17.01.1915 — 07.10.1974 | [ БС 13 ] [ ГС 52 ] [ НЛ 49 ] |
| 53    | Ю́феров Николай Петрович                                                              | 29.06.1945 | авиация    | командир звена 96-го отдельного корректировочно-разведывательного авиационного полка 17-й воздушной армии 3-го Украинского фронта                                                                            | старший лейтенант         | 17.11.1922 — 19.04.1982 | [ БС 13 ] [ ГС 53 ] [ НЛ 50 ] |
| 54    | Юфи́мов Иван Степанович                                                               | 13.09.1944 | артиллерия | командир орудия 350-го отдельного истребительно-противотанкового артиллерийского дивизиона 294-й стрелковой дивизии 52-й армии 2-го Украинского фронта                                                       | старший сержант           | 11.12.1922 — 25.06.1984 | [ БС 13 ] [ ГС 54 ] [ НЛ 51 ] |
| 55    | Юха́нов Алексей Семёнович (Юханов Алексей Сергеевич)                                  | 24.03.1945 | пехота     | командир взвода 593-го стрелкового полка 131-й стрелковой дивизии 2-й ударной армии Ленинградского фронта | лейтенант                 | 27.03.1913 — 20.09.1944 | [ БС 13 ] [ ГС 55 ] [ НЛ 52 ] |
| 56    | Юхви́тов Пётр Сергеевич чув. Юхвитов Петр Сергеевич                                   | 24.03.1945 | пехота     | командир роты 873-го стрелкового полка 276-й стрелковой дивизии 1-й гвардейской армии 4-го Украинского фронта                                                                                                | старший лейтенант         | 01.10.1918 — 12.08.1944 | [ БС 14 ] [ ГС 56 ] [ НЛ 53 ] |
| 57    | Юхни́н Виктор Михайлович                                                              | 22.02.1944 | пехота     | командир отделения 310-го гвардейского стрелкового полка 110-й гвардейской стрелковой дивизии 37-й армии Степного фронта                                                                                     | гвардии сержант           | 23.12.1923 — 27.01.1989 | [ БС 15 ] [ ГС 57 ] [ НЛ 54 ] |
| 58    | Юхнове́ц Арсентий Гаврилович бел. Юхнавец Арсенцій Гаўрылавіч                         | 25.09.1944 | артиллерия | помощник командира взвода 378-го истребительно-противотанкового артиллерийского полка 70-й армии 1-го Белорусского фронта                                                                                    | старшина                  | 10.08.1916 — 20.08.1944 | [ БС 15 ] [ ГС 58 ] [ НЛ 55 ] |
| 59    | Юхо́тников Николай Александрович                                                      | 18.08.1945 | авиация    | старший штурман 214-й штурмовой авиационной дивизии 15-й воздушной армии 2-го Прибалтийского фронта | майор                     | 21.05.1906 — 07.03.1949 | [ БС 15 ] [ ГС 59 ] [ НЛ 56 ] |
| 60    | Ю́шин Сергей Васильевич                                                               | 29.06.1945 | авиация    | заместитель командира эскадрильи 637-го штурмового авиационного полка 227-й штурмовой авиационной дивизии 8-го штурмового авиационного корпуса 8-й воздушной армии 4-го Украинского фронта                   | лейтенант                 | 21.07.1921 — 19.08.1990 | [ БС 15 ] [ ГС 60 ] [ НЛ 57 ] |
| 61    | Юшко́в Михаил Афанасьевич                                                             | 31.05.1945 | кавалерия  | разведчик 11-го гвардейского кавалерийского полка 4-й гвардейской кавалерийской дивизии 2-го гвардейского кавалерийского корпуса 1-го Белорусского фронта                                                    | гвардии красноармеец      | 24.08.1922 — 01.03.1945 | [ БС 15 ] [ ГС 61 ] [ НЛ 58 ] |